# Норфолк Эйр
Norfolk Air — авиакомпания, базировавшаяся на острове Норфолк, внешней территории Австралии. Она принадлежал администрации острова Норфолк, с рейсами, выполняемыми Nauru Airlines.
Авиакомпания предоставляла услуги между Норфолком и Сиднеем, Брисбеном, Ньюкаслом и Мельбурном. Поскольку остров Норфолк находился за пределами австралийской миграционной зоны, рейсы должны были отправляться из международных терминалов в каждом аэропорту, а пассажиры должны были иметь при себе документ, удостоверяющий личность, или паспорт.

## История
Авиакомпания начала полеты в мае 2006 года, первоначально выполняя рейсы между островом Норфолк и Брисбеном и Сиднеем, а затем добавлялись рейсы на еженедельной основе из Ньюкасла в мае 2007 года и из Мельбурна в ноябре 2007 года до мая 2009 года, когда Nauru Airlines начала полеты от имени Norfolk Air на самолетах B737-300. Один из самолетов B737-300 Nauru Airlines был окрашен в ливрею Norfolk Air. Nauru Airlines предоставила самолет и технический персонал для операций, в то время как Norfolk Air предоставила бортпроводников, причем все бортпроводники были жителями острова Норфолк.

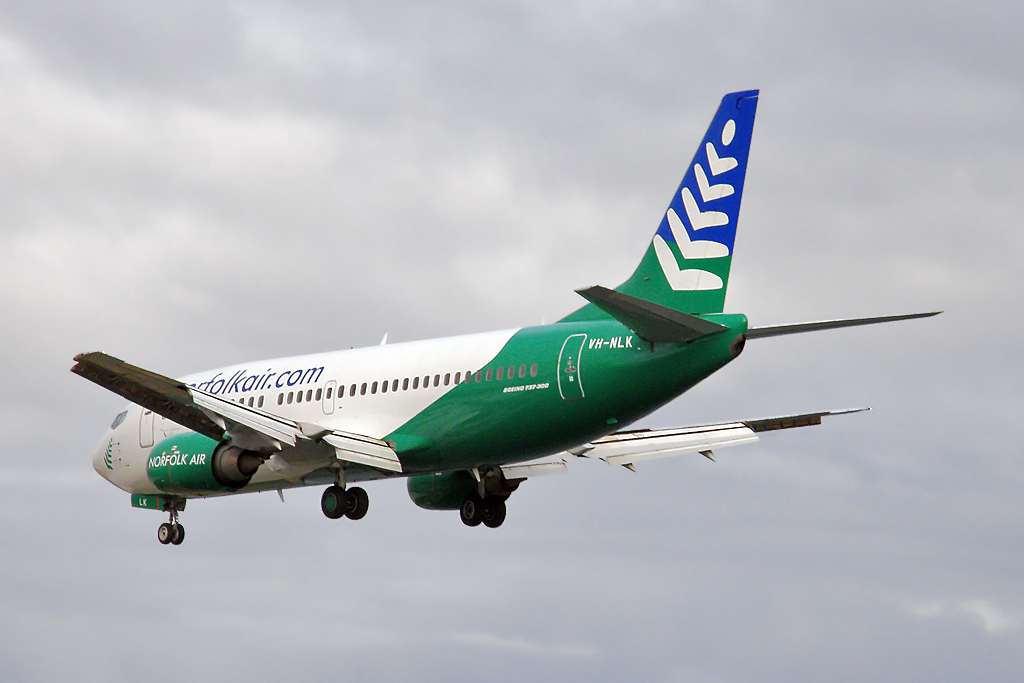
Boeing 737-300 компании Norfolk Air, приземляющийся в Сиднее.

В апреле 2009 года Ozjet Airlines объявила о своем решении немедленно прекратить чартерные перевозки от имени Norfolk Air. Впоследствии Norfolk Air объявила, что Nauru Airlines начнет предоставлять все услуги Norfolk Air в преддверии уже запланированного перехода на май 2009 года.
24 декабря 2011 года правительство острова Норфолк решило прекратить полеты, последний рейс был выполнен 26 февраля 2012 года. Air New Zealand взяла на себя полеты между материковой частью Австралии и островом Норфолк 6 марта 2012 года, выполняя рейсы из Сиднея и Брисбена на самолете Airbus A320.

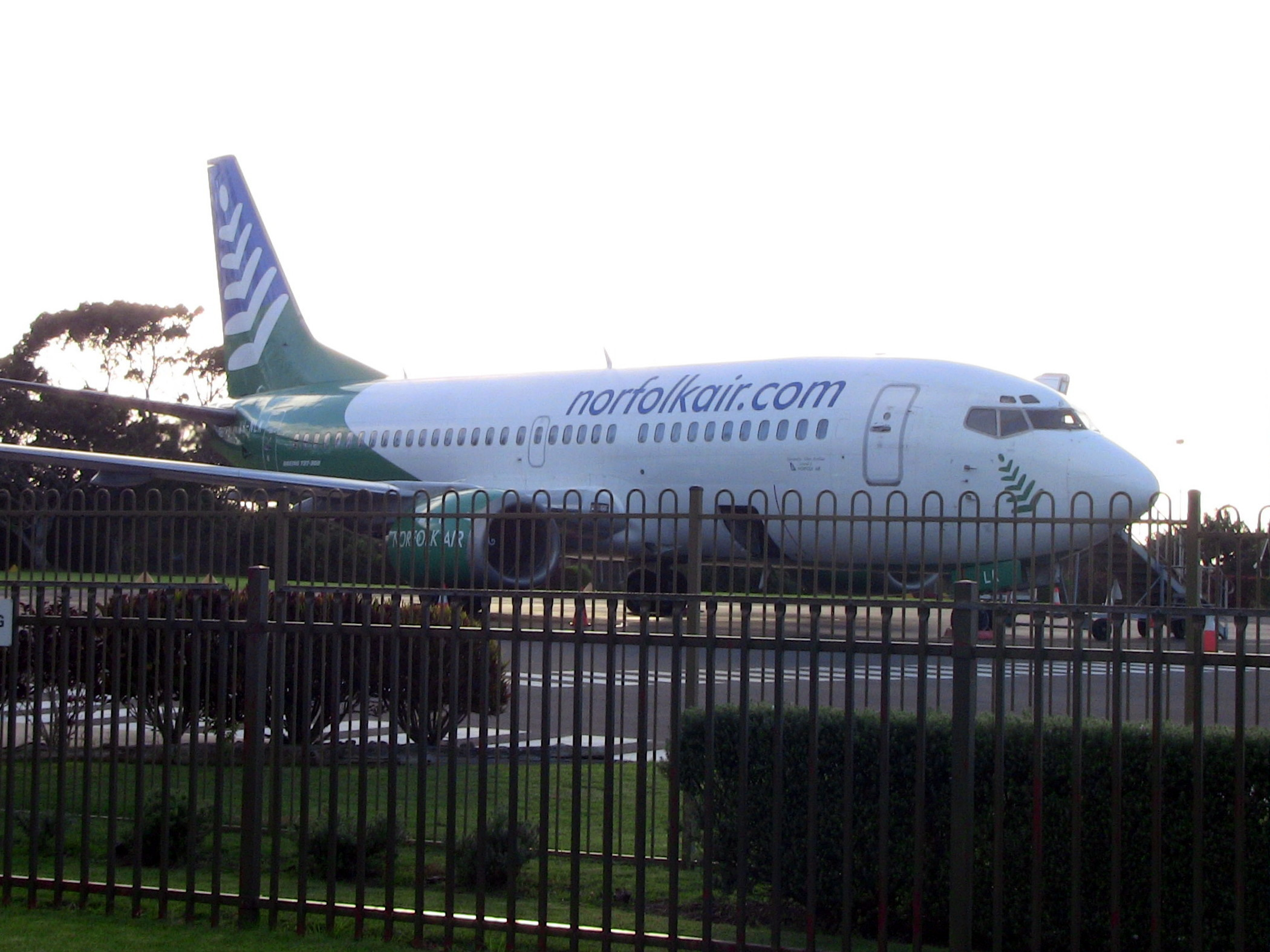
Boeing 737-300 компании Norfolk Air в аэропорту острова Норфолк перед вылетом в Брисбен в январе 2012 года.

## Флот
По состоянию на май 2009 года флот Norfolk Air включал:
| Самолёт        | Обслуживается | Заказано | Пассажирова | Примечания               |  |
| -------------- | ------------- | -------- | ----------- | ------------------------ |  |
| Boeing 737-300 | 1             | —        | 149         | Обслуживался Our Airline |  |
| Всего          | 1             | —        |             |                          |  |